# Nim

Nim: exempel på hur tändstickorna kan läggas upp.

Nim är ett mycket gammalt sällskapsspel för två deltagare. I spelet använder man sig av exempelvis tändstickor (eller mynt eller små stenar), som läggs i ett valfritt antal högar (eller rader) med ett valfritt antal i varje hög. Spelarna turas sedan om att plocka bort en eller flera tändstickor från någon av högarna; det är också tillåtet att plocka bort en hel hög. Den som tar den sista stickan eller högen vinner spelet. Nim kan också spelas omvänt: den som tar sista stickan har förlorat.
För spelet finns en vinnande strategi, som publicerades i början av 1900-talet av matematikprofessorn Charles Leonard Bouton: antalet stickor i var och en av högarna noteras i form av binära tal. Man ställer upp dessa tal i rader under varandra och summerar sedan antalet ettor i varje kolumn. En spelare som vid varje drag plockar bort det antal stickor som gör att varje kolumn ger noll eller ett jämnt tal som summa, kommer att vinna spelet. 
Spelet är troligen av kinesiskt ursprung. Namnet nim, som lanserades av nämnde Bouton, härrör förmodligen från ett gammalt engelskt verb som betyder ”plocka bort”.